# Église Saint-Georges de Tarnac
L'église Saint-Georges est une église catholique située à Tarnac, dans le département de la Corrèze.
L'édifice est classé au titre des monuments historiques en 1919.